# Luis Quintanilla del Valle
Luis Quintanilla del Valle (* 22. November 1900 in Paris; † 16. März 1980 in Mexiko-Stadt) war ein mexikanischer Botschafter.

## Leben
Der Sohn eines Diplomaten war das Patenkind des mexikanischen Dichters Amado Nervo. Luis Quintanilla del Valle wuchs in Paris auf und studierte am Lycée Louis-le-Grand und Sozialwissenschaften an der Sorbonne. 1918 besuchte er erstmals Mexiko und im Jahre 1921 trat er für das Land in den diplomatischen Dienst. Es war Mexikos Botschafter in der Sowjetunion. Nach dem Ende seiner diplomatischen Tätigkeit war del Valle  in der öffentlichen Verwaltung tätig und lehrte an der Universidad Nacional Autonoma de Mexico. Er schrieb Arbeiten über Literatur, Politik und Philosophie.

## Werke (Auswahl)
- All the brave, 1939
- Pintura ?moderna?, 1968
- Franco's black Spain, 1946
- Los rehenes del Alcázar de Toledo, contribución a la historia de la guerra civil española, 1967

| Vorgänger                        | Amt                                                                                             | Nachfolger               |
| -------------------------------- | ----------------------------------------------------------------------------------------------- | ------------------------ |
| Fernando Matty Sauvinet          | mexikanischer Botschafter in Moskau 12. April 1943 bis 7. April 1945                            | Narciso Bassols García   |
| Juan Manuel Álvarez del Castillo | mexikanischer Botschafter in Bogotá 26. Juni 1944 bis 10. April 1945                            | José Muñoz Cota          |
| —                                | Vertreter der mexikanischen Regierung bei der OEA in Washington 30. März 1948 bis 1. April 1959 | Andrés Fenochio Figueroa |